# Dis- (ENGLISH Version)
「dis-(ENGLISH Version)」（ディス イングリッシュバージョン）は有坂美香が2000年に発売したシングルである。

## 解説
テレビアニメ『無限のリヴァイアス』の主題歌としてリリースされた前作「dis-」の英訳版で、元々はサウンドトラックに収録されていたものをシングルカットした。また、ボーナストラックとしてアニメ本編で使用されたアイキャッチサウンドを収録している。

## 収録曲
1. dis-（ENGLISH Version）
  - 作詞：MICA/作曲：M Rie/編曲：M.I.D.
2. 棘
  - 作詞：北川恵子/作曲・編曲：服部克久
3. dis-（R&B Version/京MIX）
  - 作詞：岩里祐穂/作曲：M. Rie/編曲：M.I.D.
4. Eye Catch Collection (～26)　アレンジ：M.I.D.